# Centro-Norte Piauiense
Centro-Norte Piauiense è una mesoregione del Piauí in Brasile.
È una suddivisione creata puramente per fini statistici, pertanto non è un'entità politica o amministrativa.

## Microregioni
È suddivisa in 4 microregioni:
- Campo Maior
- Médio Parnaíba Piauiense
- Teresina
- Valença do Piauí